# Llendecastiello
Llendecastiello (oficialmente en asturiano: Ḷḷindecastieḷḷu) es una casería española de la parroquia de Trevías, perteneciente al concejo de Valdés, en Asturias.

## Historia
Hacia mediados del siglo XIX, Llendecastiello era referido como un lugar ya por entonces perteneciente a la parroquia de Trevías del municipio de Valdés. Aparece descrito en el décimo volumen del Diccionario geográfico-estadístico-histórico de España y sus posesiones de Ultramar de Pascual Madoz con las siguientes palabras:

LLAN DE CASTILLO: l. en la prov. de Oviedo, ayunt. de Valdés y felig. de San Miguel de Trevias (V.).
(Madoz, 1847, p. 480)

En 2024, la entidad singular de población de Llendecastiello, encuadrada dentro de la entidad colectiva de Trevías, tenía empadronados 12 habitantes, todos ellos en diseminado.